# 八大处关帝庙

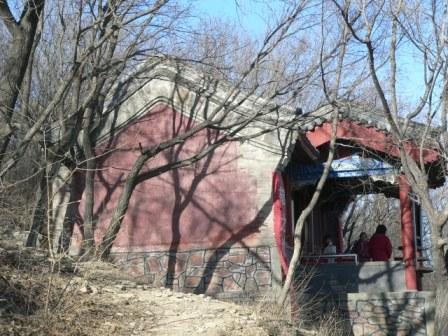
关帝庙

八大处关帝庙，俗称“老爷庙”，位于北京市石景山区八大处公园，是一座汉传佛教寺院。为石景山区普查登记文物，类别为古建筑。

## 简介
八大处关帝庙位于宝珠洞附近。出六处香界寺北便门，向宝珠洞攀登，途中山路忽然拐弯处，有八大处关帝庙。红墙灰瓦，卷棚顶。此庙面阔三间，前有抱厦一间。殿内居中供奉关帝坐像，两侧是牵赤兔马的周仓，执青龙偃月刀的关平。据说旧时该庙明柱上挂一副对联：“日昍晶𣊫安天下，月朋𦜳朤定乾坤”，横批“亘古一人”。关帝庙始建于清朝，具体年代不详，殿内原有的关公塑像在文革中被毁。2002年八大处公园管理处油饰了殿宇，恢复了关公像。